# سعید آذربایجانی
سعید آذربایجانی (زاده ۱۷ ژانویه ۱۹۷۵ تهران)، کشتی‌گیر ایرانی-کانادایی سبک آزاد که برای کشور کانادا در بازی‌های المپیک تابستانی ۲۰۰۸ در وزن ۶۰ کیلوگرم شرکت کرد و در یک‌هشتم نهایی این وزن مارتین بربریان (Martin Berberyan) از کشور ارمنستان را شکست داد و در یک‌چهارم نهایی در مقابل مراد محمدی از ایران نتیجه کشتی را واگذار کرد.